# 曾富別墅
曾富別墅（英語：Tsang Foo Villa）位於九龍九龍城蒲崗村（Po Kong Village）的西式住宅洋房花園及學校，附有亭臺、花榭。別墅原址位於現今彩虹道遊樂場南部。

## 歷史
業主曾兆榮（曾富）先生是香港島中環德輔道中48號（現在的萬年大廈）的「三榮興」（曾富洋煤公司）、「成昌雜貨鋪」的老闆。1924年10月11日（星期五）舉行開幕茶會，由「鐘聲慈善社」銅樂隊伴奏。1928年的秋季成立的「哆哆佛學社」以它作為基地，書塾作為收藏佛經，『五龍院』（Ng Lung Yuen）藏有一尊高約9呎（3公呎）；重千餘斤（600多公斤）的明朝永樂年間之骨董玄天上帝銅像，它是曾富先生以港幣一萬元在1926年從廣州購入，當年屬香港最大的銅像。曾經在1928年7月21日（農曆戊辰龍年六月初五日，星期六）至7月22日（農曆戊辰龍年六月初六日，星期日）開放給民眾自由參觀。。在日治時期被移平以擴建啟德機場，那玄天上帝銅像被移至香港島灣仔北帝廟。

## 反日暴亂
曾富花園在1931年9月26日（農曆辛未羊年八月十五日，中秋節，星期六）曾經發生反日暴亂，當時住在那裡的日籍家庭山下澄次郎（Yamashita Sumijiro）的六位成員被暴徒以亂石及竹竿弄死，死者包括：除了兩位木匠、兒子宏（Hiroshi，6歲）、女朋友吉井藤子（Fujiko Yoshii）能幸運地逃脫外，最初香港警察在屋頂抓獲12名疑犯，最後只檢控其中七位：黃康(Wong Hong，25歲農夫）、黎東海（Lai Tung Hoi，19歲菜農）、曾祥（Tsang Cheng，22歲菜農）、張錦志（Cheung Kam Chi，20歲學生）、黃家雄（Wong Ka Hung，15歲學生）、劉發（Lau Fat，20歲流氓）、譚祥（Tam Cheung，26歲菜農），結果被判無罪。後來香港立法局的財務委員會在1932年3月17日（星期四）討論發放港幣1,500元撫恤金給他們的遺孤。

## 外部連結
- 以下連結，須在香港政府的辦公時間內才能成功開啟照片：
  - 九龍城蒲崗村曾福別墅的檔案照片及介紹[永久]
  - 九龍城蒲崗村曾福別墅裡的「曾富家塾」的檔案照片及介紹[永久]